# Oxira diducta
Oxira diducta là một loài bướm đêm trong họ Noctuidae.